# Греда-Суньська
Греда-Суньська (хорв. Greda Sunjska) — населений пункт у Хорватії, у Сисацько-Мославинській жупанії у складі громади Суня.

## Населення
Населення за даними перепису 2011 року становило 366 осіб.
Динаміка чисельності населення поселення:

## Клімат
Середня річна температура становить 11,16 °C, середня максимальна – 25,80 °C, а середня мінімальна – -5,99 °C. Середня річна кількість опадів – 926 мм.
| Клімат поселення                              | Клімат поселення | Клімат поселення | Клімат поселення | Клімат поселення | Клімат поселення | Клімат поселення | Клімат поселення | Клімат поселення | Клімат поселення | Клімат поселення | Клімат поселення | Клімат поселення | Клімат поселення |
| Показник                                      | Січ.             | Лют.             | Бер.             | Квіт.            | Трав.            | Черв.            | Лип.             | Серп.            | Вер.             | Жовт.            | Лист.            | Груд.            |                  |
| Середній максимум, °C                         | 6,89             | 9,01             | 13,46            | 17,96            | 22,54            | 25,80            | 25,14            | 24,30            | 20,65            | 15,54            | 10,06            | 5,82             |                  |
| Середня температура, °C                       | 0,44             | 2,59             | 7,00             | 11,54            | 16,11            | 19,38            | 21,04            | 20,18            | 16,54            | 11,42            | 5,94             | 1,71             |                  |
| Середній мінімум, °C                          | −5,99            | −3,84            | 0,62             | 5,08             | 9,69             | 12,95            | 16,91            | 16,07            | 12,41            | 7,29             | 1,83             | −2,4             |                  |
| Норма опадів, мм                              | 58               | 55               | 64               | 76               | 81               | 92               | 83               | 85               | 82               | 86               | 92               | 72               |                  |
| Середньомісячна швидкість вітру, м/с          | 1.70             | 1.90             | 2.30             | 2.20             | 2.00             | 1.90             | 1.80             | 1.70             | 1.66             | 1.70             | 1.74             | 1.80             |                  |
| Середньомісячна сонячна радіація, кДж/м²·день | 4257             | 7043             | 10794            | 15282            | 19550            | 21671            | 22731            | 19778            | 14631            | 9030             | 4771             | 3512             |                  |
| --------------------------------------------- | ---------------- | ---------------- | ---------------- | ---------------- | ---------------- | ---------------- | ---------------- | ---------------- | ---------------- | ---------------- | ---------------- | ---------------- | ---------------- |
| Джерело:                                      |                  |                  |                  |                  |                  |                  |                  |                  |                  |                  |                  |                  |                  |